# Germaine Van Dievoet
Germaine Van Dievoet, po mężu Dessecker (ur. 26 września 1899 w Brukseli, zm. 30 października 1990 w Uccle) – belgijska pływaczka z pierwszej połowy XX wieku, uczestniczka igrzysk olimpijskich.
Podczas VII Letnich Igrzysk Olimpijskich w Antwerpii w 1920 roku, dwudziestoletnia Van Dievoet wystartowała w jednej konkurencji pływackiej. W wyścigu na 100 metrów stylem dowolnym z nieznanym czasem zajęła czwarte miejsce w drugim wyścigu eliminacyjnym, co nie pozwoliło jej awansować do finału.